# ذرات باردار

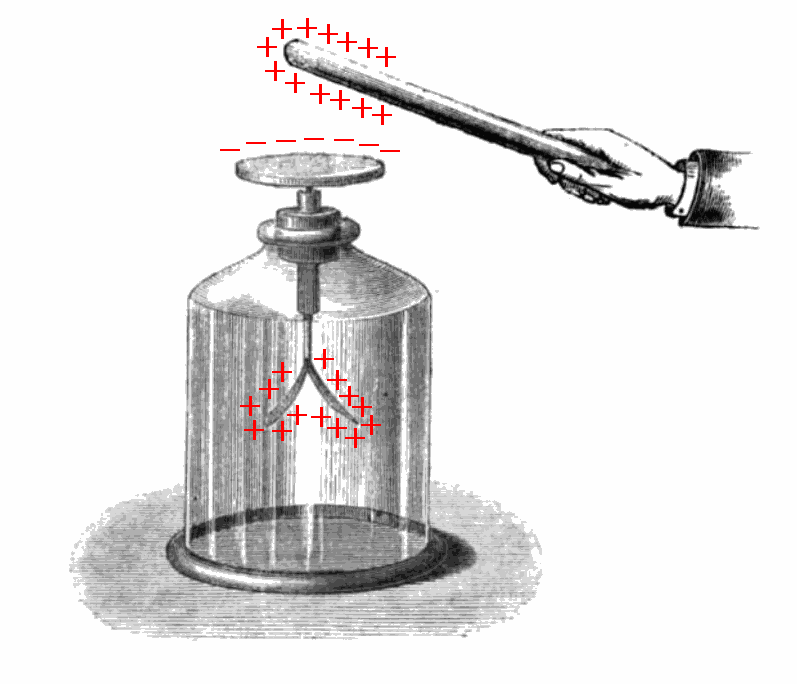
طرح‌نمایی از «الکتروسکوپ ورق طلا»، ابزاری علمی که در سال ۱۷۸۷ توسط روحانی بریتانیایی آبراهام بنت اختراع شد و «بار الکتریکی» را تشخیص می‌دهد. این ابزار شامل یک‌جفت برگ طلای ظریف است که به موازات یکدیگر از یک‌ستون برنجی آویزان‌شده و توسط یک کوزهٔ شیشه‌ای محافظت می‌گردد.

ذرات باردار از اجزأ ٔاتم هستند. این ذرات دارای ویژگی هستند که به آنها کوانتومی کردن می‌نامند)، به عبارت دیگر دانشمندان گفته‌اند که بار الکتریکی خود از واحد کوچک‌تری با نام بار بنیادی تشکیل شده‌است. بار یک الکترون تقریباً برابر با{e=1.602\times 10^{-19}C} می‌باشد. (البته ذراتی با نام کوارک وجود دارند که باری به اندازه چند e⅓ دارند) پروتون باری به اندازهٔ e و الکترون باری برابر با e- دارد. علم مطالعه ذرات باردار و توضیح ارتباط آنها (فوتونها)، الکترودینامیک کوانتومی نام دارد.